# Азем Морани
Азем Морани (на албански: Azem Morani) е албански революционер, деец на Бали Комбътар, един от водачите на балистите в Западна Македония.

## Биография
Роден е през 1923 година в скопското албанско село Морани. Работи като учител в основното училище „Лирия“ в Скопие. Става командир на отряд на Бали Комбатър, който действа и след установяването на комунистическата власт в 1944 - 1945 година. Морани е сред ръководителите на Националната демократична албанска организация, а през юни 1946 година е избран в нейния Централен комитет. Заловен е в 1946, осъден на смърт и разстрелян в Скопие в 1947 година.